# پچیکه
شهر پچیکه (به رومانیایی: Pecica) در شهرستان ارد در کشور رومانی واقع شده‌است. جمعیت این شهر ۱۳٬۰۲۴ نفر  است.